# Karel, kníže z Rochefortu
Karel de Rohan (7. srpna 1693, Paříž – 25. února 1766) byl kníže z rodu Rohanů. Byl zakladatelem rochefortské linie Rohanů, která žije dodnes. Byl oslovován jako kníže z Rochefortu a kníže z Montaubanu.

## Život
Narodil se v Paříži knížeti a kněžně z Guéméné, byl čtvrtým dítětem a třetím synem páru.
Protože byl mladším synem, dostal titul prince de Rochefort, titul, který mu zůstal až do jeho smrti. Jako člen rodu Rohanů se na počátku 17. století těšil prestižnímu titulu zahraničního knížete, protože Rohanové odvozovali svůj původ od bretaňských vévodů. Titul knížete z Rochefortu vznikl jako dědičný titul v roce 1728.
Oženil se s Eleonorou Evženií de Béthisy de Mézières, mladší dcerou markýze Evžena Marie de Béthisy de Mézières, a Eleonory Oglethorpové. Pár se vzal 23. září 1722 a narodily se jim čtyři děti.
Jeho nejstarší syn, známý jako Karel Julius, byl otcem Šarloty Luisy Doroty de Rohan, tajné manželky vévody Ludvíka Antonína z Enghienu. Syn Karla Julia Karel Ludvík se oženil s Marií Luisou de Rohan, dcerou knížete Jindřicha Ludvíka z Guéméné, a Viktorie de Rohan (dcera Karla de Rohan, knížete ze Soubise a princezny Anny Terezy Savojské). Karlovi potomci si také díky sňatku Karla Ludvíka a Marie Luisy činí nárok na Bouillonské vévodství.
Jeho dcera Luisa byla manželkou knížete z Brionne, prince lotrinského. Prostřednictvím jejich dcery Josefíny, která se provdala za knížete z Carignana, jsou současní Savojští přímými potomky Karla a jeho manželky.
Karel zemřel ve věku šedesáti devíti let. Jako hlava rochefortské linie byl následován svým synem Karlem Juliem.

## Potomci
- Eleonora Luisa Konstance de Rohan, mademoiselle de Rochefort (15. ledna 1728 – 1792) se provdala za Jana de Merode, syna Jana Filipa de Merode, měla potomka (dcera, která neměla žádné další děti).
- Karel Julius Armand de Rohan, kníže z Rochefortu a Montaubanu (29. srpna 1729 – 18. května 1811) se oženil s Marií Jindřiškou Šarlotou d'Orléans-Rothelin a měl potomstvo.
- Luisa Julie Konstance de Rohan (28. března 1734 – 20. března 1815) se provdala za Ludvíka de Lorraine, knížete z Brionne a měla dítě.
- Evžen Hercule Kamil de Rohan (6. dubna 1737 – 1816) se nikdy neoženil.